# Egon z Fürstenbergu
Egon (též Egino, Egen I./III.) z Fürstenbergu (německy Egon (I./III.) von Fürstenberg, 1280 –  23. dubna 1324 ) byl německý šlechtic z hraběcího rodu Fürstenbergů (1281), pán z Filingenu a Haslachu (1285), lankrabě z Baaru (1307), založil vedlejší rodovou linii Fürstenberg-Haslach. 

## Život
Narodil se jako druhý syn hraběte Jindřicha I. z Fürstenbergu († 6. ledna 1284) a jeho manželky Anežky z Truendingenu († 20. září 1294), dcerou hraběte Bedřicha IV. z Truendingenu († 1253) a Anežky Ortenburské († 1246/1256). Byl vnukem hraběte Egina V. von z Urachu-Freiburgu († 1236/1237) a Adély z Neufenu († 1248). 
Jeho otec Jindřich byl věrným stoupencem krále Rudolfa I. Habsburského a v roce 1283 mu byl udělen titul lankraběte baarského.
Egon měl bratry Bedřicha (hrabě, † 1296), Konráda († 1320), který byl kanovníkem katedrály v Kostnici, a Gebharta († 1327), pána hradu Sindelstein. Po otcově smrti v roce 1284 bylo rodové dědictví rozděleno mezi bratry, Egon obdržel město Haslach a založil rodovou linii Fürstenberg-Haslach.

## Rodina
Egon I. z Fürstenbergu se dne 19. ledna 1298 oženil s Verenou Bádensko-Hachberskou (1298–1322), dcerou markraběte Jindřicha II. Bádensko-Hachberského († kolem 1297/1298) a jeho manželky Anny z Usingen-Ketzingenu († 1286). Manželé měli sedm dětí: 
- Gertrud z Fürstenbergu († 1301)
- Konrád z Fürstenbergu († 1302)
- Jindřich z Fürstenbergu († 1306)
- Evžen z Fürstenbergu († 8. června 1363)
- Anna z Fürstenbergu († 1345), provdaná před 25. zářím 1314 za Waltera V. z Geroldsecku-Tübingenu (1301 – 25. října 1362)
- Jan I. z Fürstenberg-Fillingenu († 7. listopadu 1332), pán z Willingenu
- Gottfried z Fürstenberg-Fillingenu († 12. dubna/21. června 1341), pán z Fürstenberg-Fillingenu, od roku 1323 ženatý s Annou z Montfortu († 27. října 1373)